# Крапивенский, Соломон Элиазарович
Соломон Элизарович Крапивенский (16 марта 1930 — 28 сентября 2006) — советский и российский философ, доктор философских наук, профессор, заслуженный деятель науки Российской Федерации, действительный член Академии гуманитарных наук.

## Биография
Соломон Элизарович родился 16 марта 1930 года в Виннице. В 1953 году с отличием окончил историко-философский факультет Горьковского университета. Работал по распределению в Сибири, где 3 года был учителем в железнодорожном техникуме.
В 1961 году в Томском университете успешно защитил кандидатскую диссертацию «Разгром болгарскими марксистами философских взглядов либерального народничества». Крапиевский начал преподавать философию в Арамзасском пединституте, а с 1962 года в вузах Волгограда: сначала на кафедре общественных наук медицинского института, затем как заведующий кафедрой философии сельскохозяйственного института, а с 1982 года будучи доктором философских наук возглавил кафедру философии только что созданного Волгоградского государственного университета и руководил ею в течение 18 лет.
Под его руководством было подготовлено 22 кандидатских диссертации и 4 докторских. Соломон Элизарович неоднократно участвовал в качестве представителя СССР, а затем Российской Федерации в работе Всемирных философских конгрессов. В течение 10 лет был консультантом созданного по инициативе Ю. В. Андропова Проблемного Совета по теории социальных революций при Академии общественных наук ЦК КПСС.
В 1999—2003 находясь на лечении в Израиле не прекращал активного участия в общественной жизни и научной деятельности. В эти годы профессор сотрудничал с Тель-Авивским Сити-Колледжем, который впервые в истории Израиля стал обучать «русских израильтян» по программам высшего образования.
Сын — Анатолий Соломонович Крапивенский, кандидат социологических наук, заведующий кафедрой гуманитарных и естественнонаучных дисциплин Волгоградского филиала Московского финансово-юридического университета.

## Публикации
Является автором более 160 научных работ, признанных ведущими мировыми учеными, среди которых можно отметить:
- Монография «К анализу категории „социальная революция“» (1971)
- Коллективная монография «Цивилизационный подход к концепции человека»
- Коллективная монография «Проблемы гуманизации общественных отношений»
- Статья «Не только исполнитель, но и хозяин» (1981)
- Парадоксы социальных революций. — Воронеж : Изд-во Воронеж. ун-та, 1992. — 191,[1] с. — ISBN 5-7455-0470-6
- Социальная философия : учебник для студентов вузов гуманит.-социал. спец. — 4-е изд., испр. — М. : Владос, 1998. — 411 с. : ил. — ISBN 5-691-00053-5
- Монография «Социальные революции и социальный мир» (2005)
- Еврейское в мировой культуре. — Москва: Собрание, 2007.

## Награды
Удостоен медалей:
- «За доблестный труд. В ознаменование 100-летия со дня рождения В. И. Ленина» (1970)
- «30 лет Победы в Великой Отечественной войне 1941—1945» (1976)
- «За доблестный труд в Великой Отечественной войне 1941—1945» (1985)